# Apocryphon
Apocryphon è il quarto album in studio del gruppo heavy metal statunitense The Sword, pubblicato nel 2012.

## Tracce
1. The Veil of Isis – 5:32
2. Cloak of Feathers – 5:25
3. Arcane Montane – 4:06
4. The Hidden Masters – 4:49
5. Dying Earth – 5:22
6. Execrator – 2:46
7. Seven Sisters – 3:30
8. Hawks & Serpents – 4:31
9. Eyes of the Stormwitch – 3:10
10. Apocryphon – 4:59

## Formazione
- J. D. Cronise - voce, chitarra
- Kyle Shutt - chitarra
- Bryan Richie - basso, sintetizzatori
- Santiago "Jimmy" Vela III - batteria, percussioni